# 工藤直
工藤 直（くどう なお、1955年9月25日 - ）は日本のガラス工芸家。女子美術大学教授。日本現代工芸美術家協会員、Japan Glass Art Society理事、Glass Art Society（米国）会員。

## 来歴
奈良県生まれ。立命館大学文学部卒業。東京ガラス工芸研究所研究科修了。東京ガラス工芸研究所助手/講師（1987年～1999年）、女子美術大学芸術学部工芸科非常勤講師（1991年～1997年）、同助教授（1998年）を経て教授。
吹きガラス、サンドブラストを中心に、ガラス工芸活動を展開。ドイツでの作品出典など、国際的にも幅広く活躍している。

## 主な受賞歴
- 国際ガラス工芸展入選（1986年）
- 神奈川県美術展初入選（1986年）
- 日本現代工芸美術展入選（1987年）
- 神奈川県美術展特別奨励賞（1989年）

## 主な作品展・個展
- 神奈川県美術展（1986）
- 日本現代工芸美術展（1987）
- Glass Nao（1989）
- 日本現代工芸美術ドイツ展（1992）
- 日本現代ガラス展（1994）
- グラスアート ’97伊丹（1997）
- 彫刻との出会い（2000）
- グラスアート ’03伊丹（2003）
- 工藤直展（2004）
- かわさきガラス作家展（2006）
- Glass Nao（2001,2006,2009）
- かわさきガラスWORLD -- 香水瓶展 --(2013)